# Магурський національний парк
Магурський (пол. Magurski Park Narodowy) — національний парк на південному сході  Польщі, поблизу кордону зі  Словаччиною. Розташований на кордоні  Малопольського і  Підкарпатського воєводств.
Займає більшу частину верхньої частини басейну річки Віслока. Парк було створено в 1995 році з площею 199,62 км², проте згодом територію було зменшено до 194,39 км². Рельєф парку представлений головним чином гірським масивом Магура Вятковська з вищою точкою — горою Вяткова, висота якої становить 847 м над рівнем моря. Серед інших гори: Магура (842 м), Вєлка-Гура (719 м) і Тисова (713 м). Водні ресурси представлені річкою Віслока та її притоками.
Лісом покрито 95,3% території парку. У парку зустрічаються 135 видів птахів, включаючи орлів, пугачів і лелек. Ссавці включають бурих ведмедів, рисей, лісових котів, вовків, видр та ін. Водяться змії і саламандри, а також величезна кількість видів комах.

## Ресурси Інтернету
- Вікісховище має мультимедійні дані за темою: Магурський національний парк

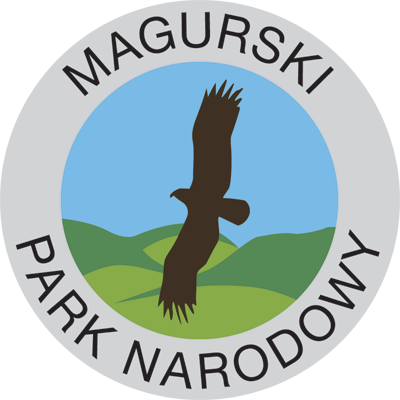
Логотип Магурського національного парку

- Офіційний сайт парку [Архівовано 19 грудня 2018 у Wayback Machine.]
- Ostoja Magurska
- rezerwaty-podkarpackie.pl — Magurski Park Narodowy